# Чо Чин Ми
Чо Чин Ми (кор. 조진미; род. 15 ноября 2004) — северокорейская прыгунья в воду. Серебряный призёр Олимпийских игр 2024 года, трёхкратный призёр чемпионатов мира. Участница летних Олимпийских игр 2024 года.

## Спортивная карьера
В 2024 году на чемпионате мира в Дохе стала обладателем двух серебряных медалей в синхронных прыжках с 10-метровой вышки у девушек, партнёром была Ким Ми Рэ и в миксте.
На Олимпийских играх 2024 года вместе с партнёршей Ким Ми Рэ завоевала серебро на соревнованиях по синхронным прыжкам с 10-метровой вышки, которое стало первой олимпийской медалью Северной Кореи в прыжках в воду.
В 2025 году на чемпионате мира в Сингапуре в смешанной паре в прыжках с вышке завоевала серебряную медаль, а в синхронных прыжках стала бронзовым призёром.